# Autoritarisme
L'autoritarisme descriu una forma de govern caracteritzada per l'obediència estricta a l'autoritat de l'Estat el qual manté el control social per mitjà de polítiques opressives. El terme també s'utilitza per descriure una personalitat o un tipus de gestió d'una organització en què un individu vol dominar la resta dels seus companys i que no vol aconseguir cap consens en la presa de decisions.
En un estat autoritari, els ciutadans són subjectes a l'autoritat de l'Estat en molts aspectes de llurs vides, incloent-hi les àrees que altres filosofies polítiques considerarien com a eleccions personals. Hi ha diversos graus d'autoritarisme; fins i tot alguns estats democràtics i liberals apliquen mesures autoritàries sobretot pel que fa a la seguretat nacional. Els règims autoritaris concedeixen amplis poders als cossos policials, fins i tot amb la creació d'una policia d'Estat. Als règims autoritaris pot existir l'estat de dret. Hi ha diversos estils i modalitats d'autoritarisme, com per exemple el paternalisme.
Des de les societats feudals medievals, o les invasions de tribus germàniques a la Roma imperial, la història recent ha viscut també episodis autoritaristes. Les dictadures llatinoamericanes fins als anys 90 del segle xx, amb el suport dels Estats Units, les dictadures a Europa, amb Franco i els cops d'estat militars a Portugal o Grècia, per no mencionar el nacionalsocialisme alemany del Tercer Reich, han dibuixat un gran mapa de l'autoritarisme a la història recent.
Els grups anti-autoritaris més recents (n'hi ha una llarga relació) estan tenint un paper a Turquia, un país amb deriva islamista, en aquests dies. Moviments post anarquistes i post comunistes (nascuts en origen en el canvi de segle xix - XX), en tot cas qualsevol moviment social anti-autoritari, estan tenint una certa repercussió als mitjans de comunicació amb motiu de la crisi econòmica del 2008. Turquia és ara la "plaça" dels indignats.